# Fürstentumsgericht Neisse

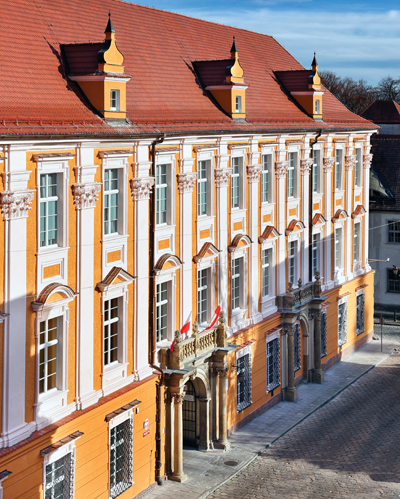
Bischofspalast, Sitz des Gerichtes (2013)

Das Königliche Fürstentumsgericht Neisse war ein preußisches Land- und Stadtgericht in Neisse.

## Geschichte
1810 wurde der preußische Teil des Fürstentums Neisse säkularisiert und seine Gerichtsbarkeit ging dabei auf den Staat über. Dies waren die fürstliche Regierung, das Hofrichteramt, das Stadtgericht und andere. Zum 2. Januar 1823 wurden diese zum Königlichen Fürstentumsgericht Neisse zusammengefasst. Übergeordnet war das Oberlandesgericht Ratibor. Es war das größte Untergericht im Oberlandesgerichtsbezirk.
1849 wurden in Preußen einheitlich Kreisgerichte gebildet. Das Fürstentumsgericht Neisse wurde aufgehoben und ging im Kreisgericht Neisse auf.

## Organisation
Am Gericht war im Jahr 1837 folgendes Personal beschäftigt:
- 1 Präsident
- 9 Räte
- 19 Subalterne
- 8 Unterbeamte
- 1 Gefängnisinspektor und 3 Gefangenenwärter

Es hatte seinen Sitz im Bischofspalast.

## Kompetenzen und Sprengel
Das Gericht war für Hypothekensachen des ganzen ehemaligen Fürstentums außer denjenigen Grundstücken, die dem Fiskus gehörten, zuständig. Dies umfasste auch die Hypothekensachen von 174 Rittergütern und Vorwerken. In Zivilsachen war es für die eximierten Einwohner des ehemaligen Fürstentums außer den königlichen Beamten zuständig. In Kriminalsachen erstreckte sich die Zuständigkeit zusätzlich auf diejenigen Patrimonialgerichte auf dem Gebiet des ehemaligen Fürstentums, die keine eigenen Kompetenzen im Strafrecht hatten, sowie die dortigen königlichen Untergerichte (zusammen über 78.000 Gerichtseingesessene). Hierzu bestand am Gericht ein eigenes Inqusitoriat. Ansonsten war es für die nicht eximierten Einwohner der Stadt Neisse (mit Friedrichstadt) und 86 Dorfschaften mit zusammen 51.411 Einwohnern zuständig.

## Richter
- August Wentzel (1799–1860), deutscher Jurist und Politiker, Direktor des Fürstentumsgerichts in Neisse
- Karl Söffner (1773–1837), Vizedirektor beim Fürstentumsgericht in Neisse